# Samlad skoldag
Samlad skoldag var en kombination av undervisning och så kallade fria aktiviteter (först kallat fritt valt arbete) åren 1978-1994 i den svenska grundskolan. En tanke var att föräldrarna skulle känna trygghet i att deras barn hade tillsyn och samma, fasta, tider varje skoldag.